# Радио 98 (Черна гора)
Радио 98 (на черногорски: Радио 98 / Radio 98) е радиостанция в Черна гора, част от медиите на общественото Радио и телевизия на Черна гора. Седалището му е разположено в град Подгорица. То предава ежедневно 24 часа в денонощието, като излъчва музикални произведения в стил кънтри, поп и забавна музика. До 2012 г. се нарича Радио Черна гора 2. През 2024 г. променя логото си.